# Zimný potok
Zimný potok je přírodní rezervace poblíž obce Krásná v okrese Frýdek-Místek. Oblast spravuje AOPK ČR Správa CHKO Beskydy. Důvodem ochrany je geomorfologická lokalita s dochovaným ekosystémem přirozeného karpatského lesa jedlobukového a smrkobukového lesního vegetačního stupně s bohatou diverzitou rostlinných i živočišných druhů.